# Cảnh Thịnh
Nguyễn Quang Toản, cesarz Cảnh Thịnh (ur. 1783, zm. 1802) – władca Wietnamu w latach 1792–1802, członek tzw. dynastii Tây Sơn /təj ʂəːn/.
Wstąpił na tron w wieku 9 lat po śmierci swojego ojca, Quang Trunga. Rządy w jego imieniu sprawował mandaryn Bùi Đắc Tuyên i żołnierka Bùi Thị Nhạn.
Jego panowanie trwało 10 lat. W Wietnamie trwały wówczas wewnętrzne rozruchy i wojna domowa armii cesarza z wojskami rodu Nguyễn (zbieżność nazwisk, Nguyễn z południa nie byli spokrewnieni z Taysonami) dążącymi do obalenia Taysonów.
W 1793 oddziały Nguyễn Nhạca (stryja Cảnh Thịnha) zostały zaatakowane przez armię Nguyễn Ánha. Nhạc wnioskował o pomoc u dworzan młodego cesarza. Żołnierze cesarscy odparli atak, jednak zagarnęli dzielnicę Nhạca. Nhạc niedługo potem zmarł. W 1794 armia Taysonów uderzyła na Diên Khánh (prowincja Khánh Hòa). Po nieskutecznym oblężeniu wycofali się oni w kierunku północnym.
Młody cesarz powołał radę wojskową, w skład której weszli dowódcy poszczególnych oddziałów. Wewnętrzne spory generałów zakłóciły jednak skuteczne działanie tego gremium. Co gorsza, w 1798 roku Nguyễn Văn Bảo (syn Nhạca) poddał Quy Nhơn Nguyenom. Armia Taysona musiała odbijać Quy Nhơn zbrojnie, a Bảo zginął.
Do upadku dynastii Tây Sơn przyczynił się ostatecznie bunt Degarów, którzy przekupieni przez Nguyena przeszli na jego stronę. Dwór cesarski ewakuował się z centralnej części kraju na północ, do Tonkinu, prosząc o wsparcie chińskiego cesarza Jiaqinga. Jiaqing odmówił podejrzewając Wietnam o ukrywanie piratów z Morza Południowochińskiego. W 1802 siły Nguyễn Ánha (ogłosił się cesarzem jako Gia Long) zdobyły Hanoi. Wielu byłych dworzan, a tym cesarz Cảnh Thịnh, zostało porwanych do Huế i zamordowanych.